# Henri Christiné
Henri Christiné född 27 december 1867 i Genève Schweiz död 25 november 1941 i Nice Frankrike, schweizisk-fransk populärkompositör, operettkompositör och sångtextförfattare. 